# سيراس كروسبي
سيراس كروسبي هو سياسي كندي، ولد في 13 يناير 1855، وتوفي في 20 يناير 1936.